# Аскарово (Абзелиловский район)
Аска́рово (баш. Асҡар) — село, административный центр Абзелиловского района Республики Башкортостан России, а также Аскаровского сельсовета.

## География
Расположено в 330 км от столицы республики города Уфы, в 40 км от города Магнитогорска и в 30 км от ближайшей железнодорожной станции Красная Башкирия.

## История
Изначально в XVIII веке на реке Тангатар возникла деревня Баишево (отмечена на карта ПГМ Верхнеуральского уезда 1805 года), Баиш (Бииш) был отцом Аскара Биишева, в честь которого в последствии получило современное название Аскарово (Абзялилово). Чтобы отличить её от одноименной деревни ныне Бурзянского района, её назвали Аскарово 1-е.  
Основателя звали Аскаром Биишевым, в 1834 г. ему исполнилось 73 года. Его дети Мухаметкарим, Мухаметхаким, Кильдияр 1787 года рождения, Мухамадияр (его дети Ишьяр, Аллаяр, Алламурат). Известен старший брат Аскара-Хужа Биишев (его дети Ишмухамет, Ишали). 
Второе название деревни происходит от имени одного из старшин Тангаурской волости Абзелила Якшибаева. Он был пугачёвцем. Известны его сыновья Абдулманнан с сыновьями Ишкужой, Мухаметфаизом (его дети Абдулла, Вильдан, Гатиятулла) и Абдулмуталлап (1786—1820), служивший юртовым есаулом. Сыновья последнего: Мухамет-вали, Мухаметюсуп, Сайфульмулюк. Если сравнить возраст Аскара Биишева и Абдулманнана Абзелилова, то оба 1761 года рождения. Выходит, что название деревни Абзелилово более раннее, чем Аскарово. Эти даты говорят и о времени возникновения деревни: 30—40-е гг. XVIII в.
По V ревизии, в Аскарове имелось 23 двора, где проживало 96 мужчин и 59 женщин. X ревизия показала 81 двор с 237 мужчинами и 230 женщинами. В 1865 г. центр волости из деревни Ахметово перевели в Абзелилово (Аскарово 1-е), где было образовано волостное правление. Волость административно входила в состав Верхнеуральского уезда Оренбургской губернии. Еженедельно проводился базар, действовала мечеть. В Отечественной войне 1812 г. отличились Исхак Сафаргалин и Сагадатдин Мухаметрахимов, награждённые серебряными медалями, в том числе «За взятие Парижа 19 марта 1814 г.». Башкиры и мишари, несущие пограничную службу на реке Урал, по разным мотивам принимали православие. К примеру, житель деревни Абзелилово Хубайсултан Якшимбетов в доме священника Магнитной крепости принял крещение, однако односельчане встретили его недружелюбно, поэтому он был вынужден сменить местожительство.
Центр Тамьян-Тангаурской волости в 1919-1930 гг. В 1920 г. в деревне было 284 двора с 1193 жителями.

## Население
| 1939  | 1959  | 1968  | 1970  | 1979  | 1989  | 2002  | 2009  | 2010  |
| ----- | ----- | ----- | ----- | ----- | ----- | ----- | ----- | ----- |
| 1796  | ↗2269 | ↗2292 | ↗3095 | ↗4027 | ↗5189 | ↗7067 | ↗7430 | ↗7634 |
| 2021  |       |       |       |       |       |       |       |       |
| ↗9208 |       |       |       |       |       |       |       |       |

Согласно переписи 2002 года, преобладающая национальность — башкиры (90,8 %).
Согласно переписи 2020 года, преобладающая национальность — башкиры (92,2 %), русские (4,4 %), татары (1,9 %).

## Спорт
Поблизости от села находится известный пара- и дельтадром с одноимённым названием.

## Культура
Абзелиловский историко-краеведческий музей расположен по адресу ул. Советская, 23. Открыт в 1995 году, в его собрании более 5 тысяч предметов по истории Зауралья.

## Религия
Мечети:
- Две мечети

## Известные уроженцы
- Лутфуллин, Ахмат Фаткуллович (1928—2007) — башкирский живописец, народный художник СССР (1989), действительный член РАХ (1997).
- Уметбаев, Виль Гайсович (1938 - 2020)— российский учёный-нефтяник.
- Кусимова, Тансылу Хажимовна (1927 - 1999) — лингвист-тюрколог, составитель русско-башкирских, башкирско-русских словарей и др. книг.